# 原アンナ
原 杏奈（はら あんな、1985年8月21日 - ）は、日本のタレント、モデル。旧芸名は「原 アンナ」（読み方同じ）。岐阜県中津川市出身。ケイダッシュステージ所属。元夫はお笑いコンビHi-Hiの上田浩二郎。

## 経歴
- 2007年、ミス名城大学に選ばれる[6]。
- 2008年、名城大学人間学部を卒業[2]。パチンコ情報誌「シティパラダイス」のイメージガール“パラダイスガール”の第1期メンバーとして活動[7]。
- 2009年、ミス・インターナショナルのファイナリストに選ばれる[6]。
- 2011年、ケイダッシュステージに移籍し全国区での活動を本格化する[8]。
- 2012年、TOKYO MX『そこウサ』出演時に姓名判断を行い、原杏奈から「原アンナ」に改名[9]。
- 2014年、マルハンのイメージタレントに起用される[6]。
- 2015年、「第6回食のなでしこコンテスト」のグランプリに選ばれる[10]。
- 2020年9月29日、お笑いコンビHi-Hiの上田浩二郎と結婚したことを上田が自身のTwitterで報告[5]、原も自身のブログで報告した[11]。
- 2022年に離婚届を提出した[12][13]。

## 人物
- 兄が1人いる[1]。
- 趣味は料理、心理学。特技はバレーボール。
- 上京前に所属していた事務所の同僚だった纐纈みさきや河瀬鮎美とは今でも仲が良い[14]。

## 出演

### テレビ番組
- かながわらく楽ウォーキング（2012年 - 、横浜ケーブルビジョン）
- 真夜中のおバカ騒ぎ!（2013年 - 2018年、千葉テレビ/TOKYO MX）
- カイモノラボ（2014年 - 、TBS）

### テレビドラマ
- 陸王 第1話（2017年10月15日、TBS） - スポーツショップ店員 役
- ブラックペアン（2018年4月22日 - 6月24日、TBS） - 新井美緒 役
  - ブラックペアン シーズン2（2024年7月7日 - 9月15日）
  - ブラックペアンと言いたくて… 第1話（2024年7月12日）
- 下町ロケット（2018年10月14日 - 12月23日、TBS） - 斉藤あゆみ 役
  - 新春ドラマ特別編「下町ロケット」（2019年1月2日）

### ラジオ番組
- マキタスポーツ 土曜もキキマスター!（2014年10月4日 - 2015年3月28日、ニッポン放送） - 中継レポーター

### CM
- マルハン（2014年 - 2018年）
- ハズキルーペ（2018年 - ）[15]

### インターネット放送
- ニコジョッキー（2012年 - 、ニコニコ動画）
- イケフラTV（2014年 - 、イケスタ）